# Skoghalls IBK
Skoghalls IBK är en innebandyförening från Skoghall i Hammarö kommun som bildades 1985. Laget spelar sina hemmamatcher i Hammarö Arena. Säsongen 2019/20 spelar herrlaget i Division 1 västra och damlaget i SSL, Svenska Superligan

## Historik
Föreningen skapades 1985 av medlemmar i Skoghalls Bangolf. De första 20 åren befann herrlaget sig kring division 2 och 3 med ett par undantag. Säsongen 2005/06 Vann man division 3 och därefter direkt division 2 och tog plats i näst högsta serien division 1. Första säsongen slutade med en femteplats. Sedan dess har man legat i serien som numera heter Allsvenskan Södra. Föreningen har en stark ungdomsbas med flera stora framgångar på nationell nivå i form av flera SM-medaljer. Föreningen är trots Hammarö Kommuns lilla invånarantal en av Sveriges största Innebandyklubbar med över 500 licensierade spelare i mer än 20 lag. Sedan 2010 tog man efter ett samarbete över Ulvsby IF som ett farmarlag för att kunna ha ett lag i en högre serie än vad U-lagen tillåts. Inför säsongen 2011 döptes laget om till Skoghalls IBF som sedan blev Skoghalls IBK Utveckling och spelar i division 2 med både damer och herrar.

## Hall
Traditionellt har Skoghall över en väldigt lång tid spelat och tränat i den gamla Mörmohallen tillhörande Mörmoskolan. Klubben har på senare år försökt hitta alternativa spelplaner då Mörmohallen dels har mindre mått än standardmåtten och tar in för lite publik. De senaste åren har man kunnat få tillgång till träning och matchtider i Djupsundshallen tillhörande Hammarö Utbildningscenter. Problemet där är att taket delvis är för lågt. Sedan säsongen 2010/2011 har herrarnas A-lag spelat i Hammarhallen tillhörande Hammarlunden som vanligtvis används för Handboll. I augusti började man i Hammarö Kommun bygga en ny hall för att dels kunna tillgodose innebandyns krav och för att ersätta den ålderstigna Mörmohallen. Hallen ska innefatta två planer varav den ena ska ha en kapacitet för 800 sittplatser. Budgeten för bygget är 65 miljoner.

## Dräkter
Skoghall har traditionellt använt sig av blå dräkter. Nuvarande standarddräkter är ljusblå tröjor och mörkblå byxor.

## Spelartrupper säsongen 2018/2019

### Herrar[3]
| 58 | Sverige | Jonathan Johansson | Sverige |
| 39 | Sverige | Daniel Friberg     | Sverige |

| Backar | Backar  | Backar               | Backar  | Backar       | Backar |
| Nr     |         | Spelare              | Skjuter | Nationalitet |        |
| ------ | ------- | -------------------- | ------- | ------------ | ------ |
| 3      | Sverige | Elias Hallström      | V       | Sverige      |        |
| 4      | Sverige | Erik Mathiasson      | V       | Sverige      |        |
| 8      | Sverige | Christian Persson    | V       | Sverige      |        |
| 17     | Sverige | Jesper Johansson     | V       | Sverige      |        |
| 19     | Sverige | Ludvig Thorbjörnsson | V       | Sverige      |        |
| 32     | Sverige | Sebastian Nyborg     | H       | Sverige      |        |

| Forwards | Forwards | Forwards           | Forwards | Forwards     | Forwards |
| Nr       |          | Spelare            | Skjuter  | Nationalitet |          |
| -------- | -------- | ------------------ | -------- | ------------ | -------- |
| 7        | Sverige  | Adam Rundqvist     | V        | Sverige      |          |
| 10       | Sverige  | Emil Johansson     | V        | Sverige      |          |
| 11       | Sverige  | Johan Pamlqvist    | V        | Sverige      |          |
| 12       | Sverige  | Henning Tollin     | H        | Sverige      |          |
| 13       | Sverige  | Pär Hallerstedt    | H        | Sverige      |          |
| 21       | Sverige  | Rasmus Hasselund   | H        | Sverige      |          |
| 22       | Sverige  | Sebastian Green    | V        | Sverige      |          |
| 25       | Sverige  | Albin Englöv       | V        | Sverige      |          |
| 58       | Sverige  | Andreas Henriksson | V        | Sverige      |          |
| 75       | Sverige  | William Ronnergård | H        | Sverige      |          |
| 84       | Sverige  | Nils Palmqvist     | V        | Sverige      |          |

| Simon Klein      | Tränare     |
| Jesper Johansson | Ass tränare |
| Peter Jonsson    | Lagledare   |
| Mats Säther      | Material    |

### Damer[4]
| 1  | Sverige | Sara Olsson        | Sverige |
| 84 | Sverige | Rebecka Ljungqvist | Sverige |

| Backar | Backar  | Backar              | Backar  | Backar       | Backar |
| Nr     |         | Spelare             | Skjuter | Nationalitet |        |
| ------ | ------- | ------------------- | ------- | ------------ | ------ |
| 7      | Sverige | Lisa Haglund        | V       | Sverige      |        |
| 8      | Sverige | Sophia Fyhr         | V       | Sverige      |        |
| 17     | Sverige | Meja Holgersson     | V       | Sverige      |        |
| 23     | Sverige | Jasmine Lahti-Bonté | V       | Sverige      |        |
| 27     | Sverige | Josefin Bergwall    | V       | Sverige      |        |
| 31     | Sverige | Nelly Swahn         | V       | Sverige      |        |
| 89     |         | Lisa Holmberg       | V       | Sverige      |        |

| Forwards | Forwards | Forwards               | Forwards | Forwards     | Forwards |
| Nr       |          | Spelare                | Skjuter  | Nationalitet |          |
| -------- | -------- | ---------------------- | -------- | ------------ | -------- |
| 9        | Sverige  | Elin Gustafsson        | V        | Sverige      |          |
| 10       | Sverige  | Fanny Kruse            | V        | Sverige      |          |
| 11       | Sverige  | Mathilda Jansson       | H        | Sverige      |          |
| 13       | Sverige  | Elsa Flodell           | V        | Sverige      |          |
| 15       | Sverige  | Elin Stensson          | V        | Sverige      |          |
| 18       | Sverige  | Tilda Flodell          | V        | Sverige      |          |
| 19       | Sverige  | Elin Englöw            | V        | Sverige      |          |
| 25       | Sverige  | Elenore Öberg          | V        | Sverige      |          |
| 29       | Sverige  | Linn Rutgersson        | V        | Sverige      |          |
| 32       | Sverige  | Wilma Persson          | V        | Sverige      |          |
| 37       | Sverige  | Emmie Sjöwall-Karlsson | V        | Sverige      |          |
| 56       | Sverige  | Mikaela Målström       | H        | Sverige      |          |
| 58       | Sverige  | Elin Andersson (K)     | V        | Sverige      |          |

| Markus Linryd       | Ledare    |
| Jonas Kruse         | Ledare    |
| Magnus Andersson    | Lagledare |
| Alexander Hellqvist | Ledare    |